# Melanospilus
Melanospilus is een geslacht van kevers uit de familie van de loopkevers (Carabidae). De wetenschappelijke naam van het geslacht is voor het eerst geldig gepubliceerd in 1845 door Westwood.

## Soorten
Het geslacht Melanospilus omvat de volgende soorten:
- Melanospilus andrewesi Desneux, 1905
- Melanospilus bensoni Westwood, 1845
- Melanospilus borneensis (Reichensperger, 1938)
- Melanospilus hamaticornis (Van de Poll, 1890)
- Melanospilus yamasakoi Maruyama, 2009